# Cenoargentotennantita-(Fe)
La cenoargentotennantita-(Fe) és un mineral de la classe dels sulfurs que pertany al subgrup de l'arsenofreibergita.

## Característiques
La cenoargentotennantita-(Fe) és un sulfur de fórmula química [Ag₆]4+(Cu₄Fe₂)As₄S₁₂◻. Va ser aprovada com a espècie vàlida per l'Associació Mineralògica Internacional l'any 2020, i encara resta pendent de publicació. Cristal·litza en el sistema isomètric.
L'exemplar que va servir per a determinar l'espècie, el que es coneix com a material tipus, es troba conservat a les col·leccions del Museu d'Història Natural de la Universitat de Pisa (Itàlia), amb el número de catàleg: 19920.

## Formació i jaciments
Va ser descoberta a la mina Pollone, situada a Valdicastello Carducci, al municipi italià de Pietrasanta (Província de Lucca, Toscana), l'únic indret de tot el planeta on ha estat descrita aquesta espècie mineral.